# Enkianthus cernuus
Enkianthus cernuus är en ljungväxtart som först beskrevs av Sieb. och Zucc., och fick sitt nu gällande namn av George Bentham, Amp; Hook. f. och Tomitaro Makino. Enkianthus cernuus ingår i släktet klockbuskar, och familjen ljungväxter. Utöver nominatformen finns också underarten E. c. rubens.